# Mathilde Harviken
Mathilde Hauge Harviken (* 29. Dezember 2001 in Elverum) ist eine norwegische Fußballspielerin.

## Karriere

### Verein
Harviken begann das Fußballspielen in ihrer Heimatstadt bei Elverum Fotball und wechselte zum Jahresanfang 2018 zu FL Fart in die Toppserien, der höchsten Spielklasse im norwegischen Frauenfußball. Daran anschließend folgte im Juni 2020 ihr Wechsel zu Røa IL. Im Dezember 2021 unterschrieb sie zur folgenden Saison einen Vertrag bei Rosenborg Trondheim. Im Januar 2025 unterzeichnete sie einen bis Juni 2027 laufenden Vertrag bei Juventus Turin.

### Nationalmannschaft
Mit der U19 nahm sie an der Europameisterschaft 2019 teil und kam in dem Turnier einmal zum Einsatz.
Am 6. September 2022 gab sie ihr Debüt für die A-Nationalmannschaft. Beim 5:0-Sieg über Albanien während der Qualifikation für die Weltmeisterschaft 2023 wurde sie zur zweiten Halbzeit für Tuva Hansen eingewechselt. Es folgten in den nächsten Monaten noch weitere Einsätze bei Freundschaftsspielen und Einladungsturnieren.
Am 19. Juni 2023 wurde sie für die WM-Endrunde nominiert, wurde in jedem der vier Spiele ihres Teams eingesetzt und schied mit der Mannschaft im Achtelfinale gegen Japan aus.
Am 16. Juni 2025 wurde sie für die Endrunde der EM 2025 nominiert. Sie wurde in den drei gewonnenen Gruppenspielen eingesetzt, wobei sie je einmal ein- und ausgewechselt wurde und einmal durchspielte. Im verlorenen Achtelfinale kam sie nicht zum Einsatz.